# Saurita costaricae
Saurita costaricae är en fjärilsart som beskrevs av Embrik Strand 1915. Saurita costaricae ingår i släktet Saurita och familjen björnspinnare. Inga underarter finns listade.